# Montezuma (Ohio)
Montezuma és una població dels Estats Units a l'estat d'Ohio. Segons el cens del 2000 tenia 191 habitants.

## Demografia
Segons el cens del 2000, Montezuma tenia 191 habitants, 71 habitatges, i 48 famílies. La densitat de població era de 614,5 habitants per km².
Dels 71 habitatges en un 35,2% hi vivien nens de menys de 18 anys, en un 54,9% hi vivien parelles casades, en un 9,9% dones solteres, i en un 31% no eren unitats familiars. En el 23,9% dels habitatges hi vivien persones soles el 12,7% de les quals corresponia a persones de 65 anys o més que vivien soles. El nombre mitjà de persones vivint en cada habitatge era de 2,69 i el nombre mitjà de persones que vivien en cada família era de 3,12.
Per edats la població es repartia de la següent manera: un 28,8% tenia menys de 18 anys, un 11% entre 18 i 24, un 24,6% entre 25 i 44, un 19,9% de 45 a 60 i un 15,7% 65 anys o més.
L'edat mediana era de 38 anys. Per cada 100 dones de 18 o més anys hi havia 83,8 homes.
La renda mediana per habitatge era de 41.094 $ i la renda mediana per família de 48.750 $. Els homes tenien una renda mediana de 31.250 $ mentre que les dones 19.583 $. La renda per capita de la població era de 17.917 $. Aproximadament el 2,6% de les famílies i el 10,3% de la població estaven per davall del llindar de pobresa.

## Poblacions més properes
El següent diagrama mostra les poblacions més properes.